# Louisville (Kentucky)
Louisville [ˈluːivɪl] ist die größte Stadt im US-amerikanischen Bundesstaat Kentucky und liegt an der Grenze zu Indiana am Ohio River. Sie wurde 1778 von George Rogers Clark gegründet, der sie zu Ehren von König Louis XVI. von Frankreich benannte, da Frankreich zur Gründungszeit die Vereinigten Staaten im Unabhängigkeitskrieg unterstützte. Louisville ist gleichzeitig Sitz der County-Verwaltung (County Seat).

## Einwohnerzahl
Das U.S. Census Bureau hat bei der Volkszählung 2020 eine Einwohnerzahl von 246.161 ermittelt. Im Jahr 2003 wurde sie mit dem Jefferson County zur Louisville Metro mit einer Einwohnerzahl von 741.096 (Volkszählung 2010) vereinigt. Die US-Volkszählungsbehörde stuft die Region dennoch in zwei statistische Einheiten ein, da die Einwohnerzahl der Louisville Metro dem gesamten Jefferson County entspricht.
Die von der Behörde als Louisville/Jefferson County metro government (balance), Kentucky bezeichnete statistische Region, die 83 Gemeinden des Jefferson County nicht einbezieht, umfasste 2010 eine Einwohnerzahl von 597.337. Diese Zahl ist in der Regel maßgeblich, wenn es um die Einwohnerzahl von Louisville geht; so wird beispielsweise in den Listen der größten Städte der USA die Einwohnerzahl von 597.337 und nicht die Einwohnerzahl der Louisville Metro verwendet.
Dieses vermeintlich hohe Bevölkerungswachstum, das primär aufgrund der erwähnten Eingemeindung des Umlands zustande kam, kann nicht darüber hinwegtäuschen, dass Louisville gewisse Ähnlichkeiten mit der Bevölkerungsentwicklung der Großstädte des nahe gelegenen Rust Belt aufweist: So verlor Louisville zwischen 1960 und 2000 beinahe 35 % seiner gesamten Bevölkerung.
| Jahr       | 2000    | 2010    | 2020    |
| ---------- | ------- | ------- | ------- |
| Einwohner¹ | 553.979 | 596.823 | 632.037 |

¹ 2000 und 2020: Volkszählungsergebnisse

## Geschichte
Am „Bloody Monday“ 6. August 1855, einem Wahltag, griffen protestantische Mobs, Anhänger der Know-Nothing-Partei, irische und deutsche Einwanderer an, die in katholischen Vierteln lebten. 22 Menschen starben, Dutzende wurden verletzt.
Die „Große Flut“ des Ohio River um den 27. Januar 1937 überschwemmte 70 % der Fläche der Stadt.
Am 13. März 2020 töteten Polizisten Breonna Taylor.
Am 10. April 2023 erschoss ein Angestellter der Old National Bank vier Kollegen, bevor er selbst von der Polizei erschossen wurde.

## Baustil
Louisville verfügt neben seinem modernen Stadtkern, der einer typischen amerikanischen Innenstadt entspricht, über mehrere Stadtteile mit alten Bauten und damit insgesamt über den größten Bestand an viktorianischen Villen außerhalb Englands. Einige davon sind in das National Register of Historic Places eingetragen, etwa das Peterson-Dumesnil House.

## Attraktionen
- Bekannt ist Louisville vor allem wegen des Kentucky Derbys, des am meisten beachteten Pferderennens der USA.
- Thunder over Louisville heißt eine Flugschau des amerikanischen Militärs mit dem größten alljährlichen Feuerwerk der USA über der Stadt.
- In der Woche davor findet ein Ballon-Rennen statt, das am Vorabend mit dem Balloon Glow eingeleitet wird.
- Die Belle of Louisville ist ein Raddampfschiff mit Baujahr 1914 auf dem Ohio River.
- Am 21. November 2005 wurde das Muhammad Ali Center eröffnet, in dem eine Dauerausstellung dem Leben und Wirken des Boxers Muhammad Ali gewidmet ist.
- In der Nähe der Stadt befindet sich auch eine Steinfestung aus präkolumbischer Zeit.

## Wirtschaft und Infrastruktur

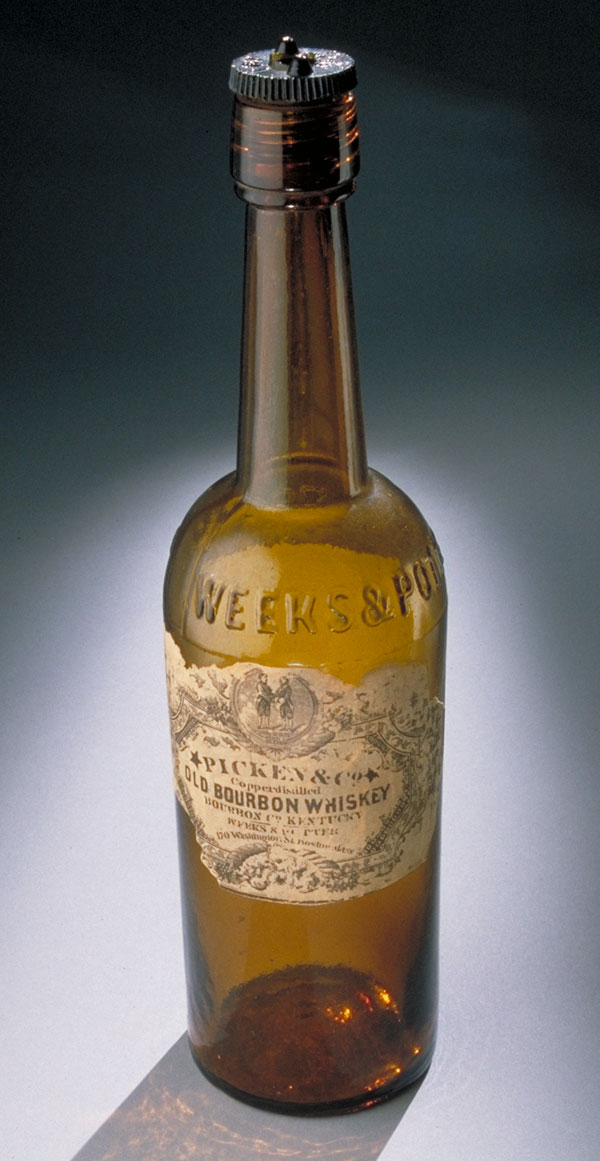
Bourbonflasche, 19. Jahrhundert. Louisville liegt im Herzen des Bourbon Country.

Die Metropolregion von Louisville/Jefferson erbrachte 2016 ein Bruttoinlandsprodukt von 75,0 Milliarden US-Dollar und belegte damit Platz 46 unter den Großräumen der USA. Die Arbeitslosenquote in der Metropolregion betrug 3,9 Prozent und lag damit leicht über dem nationalen Durchschnitt von 3,8 Prozent (Stand: März 2018). Das persönliche Pro-Kopf-Einkommen lag 2016 bei 45.525 US-Dollar, womit Louisville ein unterdurchschnittliches Einkommensniveau besitzt.
Louisvilles Wirtschaft entwickelte sich zunächst als Schifffahrts- und Frachtindustrie. Seine strategisch günstige Lage an den Fällen des Ohio, wie auch seine einzigartige Position im Herzen der Vereinigten Staaten (innerhalb eines Tages können auf der Straße 60 % der Kontinental-USA erreicht werden), machen es zu einem idealen Standort für den Umschlag von Frachtgut. Der Louisville and Portland Canal und die Louisville and Nashville Railroad sind bedeutende Verbindungen des Wasser- und Eisenbahntransports. Der weltweit zentrale Umschlagplatz für UPS Airlines befindet sich am internationalen Flughafen von Louisville. Louisvilles Lage an der Kreuzung dreier großer Interstate Highways (I-64, I-65 und I-71) trägt ebenfalls zur heutigen strategischen Bedeutung für die Frachtindustrie bei. Der Hafen von Louisville war im Jahr 2003 der siebtgrößte Binnenhafen der USA.
In jüngster Zeit hat sich Louisville zu einem bedeutenden Zentrum für Pharma- und Medizinwissenschaftsunternehmen entwickelt. Louisville spielte eine zentrale Rolle in der Weiterentwicklung der Herz- und der Handchirurgie, wie auch der Behandlung von Krebs. Einige der ersten künstlichen Herzen wurden in Louisville transplantiert. Louisvilles blühender Medizinforschungscampus umfasst auch ein neues, 88 Millionen US-Dollar teures Rehabilitationszentrum und einen Gesundheitsforschungspark, der in Kooperation mit der University of Louisville geführt wird und fast 70 hochkarätige Wissenschaftler und Forscher angezogen hat. Louisville ist außerdem Sitz von Humana, einem der größten Krankenversicherungsunternehmen der USA.
Louisville ist Sitz einiger bedeutender Unternehmen und Organisationen:
- Brown-Forman (Fortune 1000)
- Hillerich & Bradsby (bekannt für den Louisville Slugger Baseball-Schläger)
- Hilliard Lyons (Investmentfirma)
- Republic Bank
- Stock Yards Bank
- Humana (Fortune 500)
- Kindred Healthcare (Fortune 500)
- Norton Healthcare
- Papa John’s Pizza
- PharMeric (Fortune 1000)
- Presbyterian Church
- Yum! Brands (Eigner von Kentucky Fried Chicken, Pizza Hut, und Taco Bell die früher alle zu Tricon Global Restaurants, einer Tochter von PepsiCo, gehörten, wie auch Long John Silver’s und A&W die früher Yorkshire Global Restaurants waren) (Fortune 500)

In der Stadt befinden sich zwei Universitäten, die staatliche University of Louisville und die private Bellarmine University.

## Sport
2013 war Louisville Ausrichter der Cyclocross-Weltmeisterschaften; dies war das erste Mal, dass diese Veranstaltung außerhalb Europas stattfand. 2017 fanden auch die Panamerika-Meisterschaften im Cyclocross in Louisville statt.

## Regelmäßige Veranstaltungen
Seit 1901 findet hier im Mai das traditionelle Pferderennen Kentucky Derby statt.

Seit 2007 wird in Louisville jährlich im August der Ironman Louisville ausgetragen. Bei diesem Triathlon über die Ironman-Distanz sind für die Athleten 3,86 km Schwimmen, 180,2 km Radfahren, 42,195 km Laufen zu bewältigen.

## Städtepartnerschaften
Partnerstädte von Louisville sind
| - Montpellier, Okzitanien, Frankreich, seit 1954 - Quito, Pichincha, Ecuador, seit 1962 - Tamale, Northern Region, Ghana, seit 1979 - Mainz, Rheinland-Pfalz, Deutschland, seit 1994 - La Plata, Argentinien, seit 1994 | - Jiujiang, Jiangxi, Volksrepublik China, seit 2004 - Leeds, Vereinigtes Königreich, seit 2006 - Adapazari, Türkei, seit 2012 - Chengdu, Volksrepublik China, seit 2014 |

Am 15. April 2008 wurde bekannt gegeben, dass Louisville sich mit der Stadt Bushmills in Nordirland verschwistern wird. Beide Orte verbindet die Tradition des Whiskybrennens. Die Wahl fiel auf Louisville nach einer Suche nach geeigneten US-Städten, einer anschließenden Online-Umfrage, in der sich die Öffentlichkeit für einen der drei Finalisten entscheiden konnte. Die beiden anderen Finalisten waren Boston und Portland (Maine).
Die ab 1994 bestehende Städtepartnerschaft mit dem russischen Perm wurde 2022 wegen des russischen Überfalls auf die Ukraine beendet.

## Klimatabelle
|                       | Jan  | Feb  | Mär   | Apr   | Mai   | Jun  | Jul   | Aug  | Sep  | Okt  | Nov  | Dez  |   |         |
| Mittl. Tagesmax. (°C) | 4,6  | 7,1  | 13,5  | 19,6  | 24,4  | 28,6 | 30,6  | 29,8 | 26,8 | 20,7 | 13,8 | 7,3  | ⌀ | 19      |
| Mittl. Tagesmin. (°C) | −4,9 | −3,1 | 2,3   | 7,4   | 12,6  | 17,2 | 19,6  | 18,8 | 14,8 | 7,7  | 2,9  | −1,9 | ⌀ | 7,8     |
|                       |      |      |       |       |       |      |       |      |      |      |      |      |   |         |
| Niederschlag (mm)     | 72,6 | 83,8 | 118,4 | 107,4 | 117,3 | 87,9 | 114,6 | 89,9 | 80,3 | 68,8 | 94,0 | 92,5 | Σ | 1.127,5 |
|                       |      |      |       |       |       |      |       |      |      |      |      |      |   |         |
| Regentage (d)         | 7,7  | 7,9  | 10,8  | 9,4   | 9,7   | 7,9  | 8,8   | 7,1  | 6,9  | 6,2  | 8,4  | 8,7  | Σ | 99,5    |

| −4,9 |

| −3,1 |

| 2,3 |

| 7,4 |

| 12,6 |

| 17,2 |

| 19,6 |

| 18,8 |

| 14,8 |

| 7,7 |

| 2,9 |

| −1,9 |

| −4,9 |

| −3,1 |

| 2,3 |

| 7,4 |

| 12,6 |

| 17,2 |

| 19,6 |

| 18,8 |

| 14,8 |

| 7,7 |

| 2,9 |

| −1,9 |